# Biersted (plaats)
Biersted is een plaats in de Deense regio Noord-Jutland, gemeente Jammerbugt. De plaats telt 1720 inwoners (2008).